# The Great Phatsby
«The Great Phatsby» (укр. «Великий Жирсбі») — подвійна, дванадцята і тринадцята серії двадцять восьмого сезону мультсеріалу «Сімпсони», прем'єра яких відбулась 15 січня 2017 року у США на телеканалі «Fox».

## Сюжет

### 1 частина
Містер Бернс згадує про своє минуле, про те, як раніше влаштовував надмірні вечірки у своєму маєтку в Мідл-Гемптон, Лонг-Айленд. Смізерс пропонує йому влаштувати нову, щоб пережити минуле. Бернс пропонує організувати всю вечірку самотужки, а Смізерсу доручає з'їздити до Північної Канади, щоб дістати чверть тонни озерного льоду для вечірки…
Смізерс зустрічає Гомера і розповідає йому про вечірку, передаючи йому запрошення на вечірку містера Бернса, щоб розповсюдити. Гомер вирішує запросити свою сім'ю та кількох випадкових громадян Спрінґфілда. Однак, вечірка закінчується невдачею завдяки містеру Бернсу, який планував її занадто дешево.
Будучи втішеним Гомером після вечірки, Бернс помічає іншу, через затоку, і у нього з'являється ідея зруйнувати її. Добравшись на вечірку, Монті вражений, що стиль вечірки подібний до тієї, яку він влаштовував, тільки всім весело. Він зустрічається з ведучим вечірки, елітним артистом хіп-хопу на ім'я Джей Джи. Він спочатку незадоволений непроханими гостями, але потім він впізнає містера Бернса і радий зустрічі з ним. Джей Джи каже, що книга Бернса порад «Драбина безпощадності» (англ. «The Rungs of Ruthlessness») дуже вплинула на його життя і допомогла сформувати його імперію «Golden Гусак Records» із живим логотипом — гусаком Гусейком. Джей Джи дозволяє містеру Бернсу та Гомеру увірватися на його вечірку.
Наступного дня сім'я Гомера досліджує Мідл-Гемптон. Відвідуючи магазин морозива, Ліса збентежена поведінкою багатого хлопчика Блейка Блек, який вліз без черги. Тоді Блейк захоплюється цим і хоче спілкуватися з нею, через що вона переглядає своєю думку про нього.
Тим часом Барт, засмучений останніми подіями в житті своєї родини, зустрічає продавця ароматизованих свічок, який пропонує йому розповісти про те, як Джей Джи зіпсував йому шанс на визнання, якщо хлопчик придбає одну зі своїх свічок. Однак, Барт відмовляється, не вражений найдешевшою доступною свічкою…
Блейк знову відлякує Лісу, коли застосовує неетичні методи покращення способу спостереження за китами, і Ліса відкидає його. Блейк намагається знову вразити Лісу. Він відкидає всі свої привілеї, організовуючи акцію протесту за конячу справедливість. Як тільки Лісу це вражає, з'являється інший хлопчик, який натомість пропонує їй можливість особисто розчесати коней… на що вона погоджується, залишаючи Блейка нарікати.
Тим часом містери Бернс і Джей Джи продовжують підтримувати зв'язок, при цьому Джей Гі дарує містеру Бернсу спеціальну кредитну картку без обмеження витрат, для натхнення. Підбадьорений Джеєм Джи, Бернс продовжує витрачати гроші зі своєю новою карткою, поки не дізнається, що збанкрутував. Виявляється, Джей Джи розробив картку, щоб обдурити Бернса позбавити його статків. З усіма активами містера Бернса, поглиненими імперією Джей Джи, Монті Бернс опиняється на дні…

### 2 частина
Віддавши все Джею Джи, і залишений Смізерсом (який все ще перебуває в Канаді), містер Бернс виявляє, що єдиною людиною, яка все ще віддана йому, є Гомер. Гомер радиться з Мардж, чи слід йому продовжувати працювати на атомній електростанції у Спрінґфілді, яка зараз знаходиться у власності Джея Джи. Однак дізнається, що життя у Мідл-Гемптоні змусило Мардж відкрити невелику крамничку, що спеціалізується на милих предметах. Оскільки сім'я не може залишити магазин, Гомеру нічого не залишається, як зрадити містера Бернса і відновити роботу на станції.
Джей Джи змушує його викинути решту предметів з кабінету Бернса. Він говорить, що Гомер зарекомендував себе і подає йому нескінченну кількість смачних пирогів. Розкаявшись, Гомер відправляється на цвинтар Спрінґфілда, щоб вирвати у відкриту могилі, і виявляє, що містер Бернс співчуває у своєму сімейному склепі. Гомер обіцяє ніколи не повертатися на АЕС і допомогти містеру Бернсу відімстити Джею Джи.
Наступної ночі, коли Гомер і Монті планують план, то виявляють, що за ними шпигував Барт. Оскільки Гомер ніколи не розповідав Мардж, що він задумав, Гомер просить сина допомогти їм помститися, а Барт змушує Мілгауса використовувати свої «білі ботанські» знання з історії репу, щоб дослідити історію Джея Джи і знайти спосіб зіпсувати йому репутацію. Раптом, Барт впізнає продавця свічок, з яким він зустрічався раніше, і Мілгаус говорить йому, що це колишній лірик Джейзі Джеймс, який зник після розпаду RnB-гурту Джея Джи. Група відвідує Джейзі, який пояснює, що він написав весь матеріал для першого альбому Джея Джи, але не зміг заробити на цьому грошей через те, що його змусили підписати всі права. Джейзі найнято групою для написання репу про помсту Джею Джи.
Гомер знову відвідує магазин Мардж і виявляє, що вона втратила глузд від ведення крамниці. Гомер і Барт дізнаються, що на неї вплинуло «прокляття милої крамнички» — такі магазини існують, щоб близьким багатіїв було де проводити час.
Тим часом, у перерві від записів сесій для реваншу для помсти, містер Бернс і група зустрічаються з колишньою дружиною Джея Джи Праліне, яка допомагає їм, залучаючи Common, RZA та Snoop Dogg. У ніч на концерті, на якому повинен дебютувати реванш-реп, несподівано, Джей Джи з'являється як голограма. Він повідомляє, що придбав головний запис реванш-репу, щоб утилізувати його. Насправді Джейзі Джеймс та інші репери продались Джей Джи.
Гомер повертається до крамниці Мардж, щоб зізнатися їй у своїх діях. Мардж легко прощає його, через його велике серце за те, що він залишався вірним містеру Бернсу. Мардж продає свій магазин, оскільки вона вже не могла собі цього дозволити.
Тим часом Монті придумує нову схему помсти. Він вривається в особняк Джея Джи і захоплює Гусейка. Джей з'ясовує, що Гусейка, здавалося б, убили і приготовано містером Бернсом, однак, виявляється, що гусак все ще живий, бо Гомер знехтував його вбивством. Містер Бернс і Джей Джи переслідують Гусейка, причому містер Бернс має намір його вбити. Врешті решт, вони обоє висять на люстрі, яка ось-ось впаде. Коли смерть здається неминучою, Джей розкриває справжню причину, чому він зрадив містера Бернса — це одна з останньої сторінки киги порад Бернса — «Ти не станеш насправді безжальним, поки не знищиш того, хто тебе створив». Оскільки містер Бернс був його натхненником Джея, його банкрутство було останньою рівнем. Коли люстра падає, Бернс та Джей Джи врятовуються завдяки своєчасному втручанню Смізерса, який нарешті повернувся зі своєї пригоди в Канаді, хоча озерний лід, який йому було доручено зібрати, по дорозі розтанув. Врешті-решт Сімпсони повертаються додому в Спрінґфілд.
У фінальній сцені містер Бернс, з його відновленим багатством та імперією, намагається включити момент музичної вдячності у щоденну зміну на електростанції. Він одразу ж цурається цієї ідеї, вперше переглянувши відео з цим.

## Виробництво
У вирізаній сцені Блейк відводить Лісу до клубу, з обслуговуванням лише пляшок, і офіціант обслуговував пляшку кетчупу.
Пісні для цього епізоду створив музичний продюсер серіалу «Імперія» Джим Бінц.

## Ставлення критиків і глядачів
Під час прем'єри серію переглянули 6,9 млн осіб з рейтингом 2.8, що зробило її найпопулярнішим шоу на каналі «Fox» тієї ночі.
Денніс Перкінс з «The A.V. Club» дав серії оцінку B-, сказавши, що йому сподобались персонажі запрошених зірок, також додавши:
|  | …Чари епізоду кращі, ніж скромні… є достатньо законної чорноти, щоб все це «Сімпсони роблять реп-серію» стала менш крикливою, ніж, мабуть, за початковим описом. Плюс, серія виглядає чудово |

Згідно з голосуванням на сайті The NoHomers Club більшість фанатів оцінили серію на 4/5 і 5/5 із середньою оцінкою 3,19/5.